# جون رودس (رياضياتي)
جون رودس (بالإنجليزية: John Rhodes) هو رياضياتي أمريكي، ولد في 16 يوليو 1937 في كولومبوس في الولايات المتحدة.